# Ecotoxicologie
Ecotoxicologia este știința care studiază efectele pe care le au substanțele toxice asupra organismelor.
Ecotoxicologia este știința de graniță dintre Ecologie și Toxicologie și studiază efectul substanțelor toxice asupra sistemelor ecologice.
Produsele chimice, care reprezintă o prezență permanentă a zilelor noastre, pot cauza daune în funcție de doză, de timpul de expunere și de frecvența acesteia - în condiții de fabricare necorespunzătoare, utilizare sau prelucrare a reziduurilor – având efecte toxice asupra organismelor vii. Riscul daunelor depinde în principal de expoziție, care este funcția dozei și timpului. Ecosistemele, respectiv sănătatea umană, sunt de cele mai multe ori afectate de micropoluanții anorganici (ex.: reziduuri de pesticide toxice) combinațiile aromatice și ale hidrocarburilor (ex. combinații PAH), fenoli și hidrocarburile clorurate (ex.: combinații PCB ).
Toxicologia se ocupă în general cu analiza efectelor negative a produselor chimice ajunse în organismul viu, cu clarificarea legităților cauză-efect și cu evitarea efectelor negative ale proceselor dăunătoare. Toxicologia umană analizează efectele asupra organismului uman, în timp ce toxicologia mediului are în centrul atenției plantele, animalele, respectiv sistemele ecologice. Conform noilor puncte de vedere omul poate fi privit și ca un element al sistemelor ecologice și nu izolat de acestea, pentru că există relații organice între om și mediul său de viață. 
Datorită complexității sale, ecotoxicologia necesită o abordare din punct de vedere multudisciplinar, apelând la cunoștințele oferite de ecologie, microbiologie, medicina umană, chimia, științele mediului ș.a. Evaluarea materialelor poluante din punct de vedere al efectelor asupra mediului este o sarcină complexă, pentru că trebuie să cunoaștem pentru început concentrația materialului toxic pe care o poate prelua biologic organismul, care poate diferi în funcție de caracteristicile organismului sau a ecosistemului, iar pe lângă acestea evaluarea nu se referă doar la un singur produs toxic, ci trebuie să aibă în vedere eventualele efecte conjugate a mai multora. 
Ecotoxicologia ajunge în lumina reflectoarelor de multe ori în analizele privind efectele toxice, a riscurilor prezentate de materialele greu degradabile – xenobiotice – respectiv de elemente toxice și combinațiile acestora. Evaluarea efectelor nocive ale xenobiotice, respectiv elementele toxice și combinațiile acestora asupra mediului, evaluarea riscurilor prezentate de acestea are importanță deosebită, pentru că este baza stabilirii valorilor-limită, a tuturor reglementărilor și a măsurilor de depoluare și de monitorizare ale acestora. 
Procesul de analiză a riscului se extinde pe identificarea pericolului, la caracterizarea existenței riscului potențial (sursă de poluare, traseul de dispersie, expoziție), la analiza relației doză-răspuns, la evaluarea nivelului expoziției, respectiv la evaluarea frecvenței și intensității efectelor negative. Elemente ale acestui proces de evaluare sunt studiile pentru raportul produselor care au efecte toxice reale sau potențiale, respectiv sistemul de condiții care dirijează nivelul concentrației biologic suportabile. Trebuie să studiem din punct de vedere multidisciplinar efectele conjugate ale poluanților și elementele de mediu (organisme vii, ecosisteme) care sunt expuse efectului poluanților. 
Caracterele dinamic variabile ale elementelor de mediu cauzează variabilitatea dinamică și în rândul poluanților, în special la micropoluanții anorganici, precum și componența chimică a micropoluanților biodegradabili. Astfel formele și concentrațiile formelor chimice efectiv dăunătoare asupra organismelor vii sunt în mare măsură sub influența caracteristicilor elementelor mediului, precum și a proceselor legate de acestea, ca dispersia, transformarea și de transport a poluanților. Trebuie să înțelegem efectul poluanților efectiv pătrunși în organismele vii la nivel molecular, pentru a explica reacțiile la nivel celular, fiziologic și populațional față de aceste produse.
Pentru stabilirea tipului și a concentrației produselor toxice tot mai numeroase care ajung în mediu,a evaluării efectului acestora, a proceselor reversibile sau ireversibile care pot să apară în organismul plantelor, animalelor sau în sistemele ecologice , se necesită procede de măsurare și monitorizare ecotoxicologică tot mai dezvoltate.

## Obiectiv de studiu
- natura și originea substanțelor toxice
- caracterizarea toxicelor
- căile de pătrundere a toxicelor în mediu
- căile de migrare a toxicelor în mediu
- efectul toxicelor asupra indivizilor
- efectul toxicelor asupra populațiilor
- efecte speciale de toxicitate în funcție de mai multe caracteristici cum ar fi natura caracteristicile mediului,natura toxicului,caracteristicile organismelor,durata de expunere și multitudinea substanțelor toxice din mediu.

## Principalele aplicații
1. Studiul evoluției substanțelor toxice în mediu.
2. Stabilirea concentrațiilor limită pentru tipurile principale de substanțe toxice.
3. Stabilirea gradului de risc pe care îl ridică diferitele substanțe toxice.
4. Stabilirea impactului asupra mediului a unor toxice sau deșeuri.